# TCL Corporation

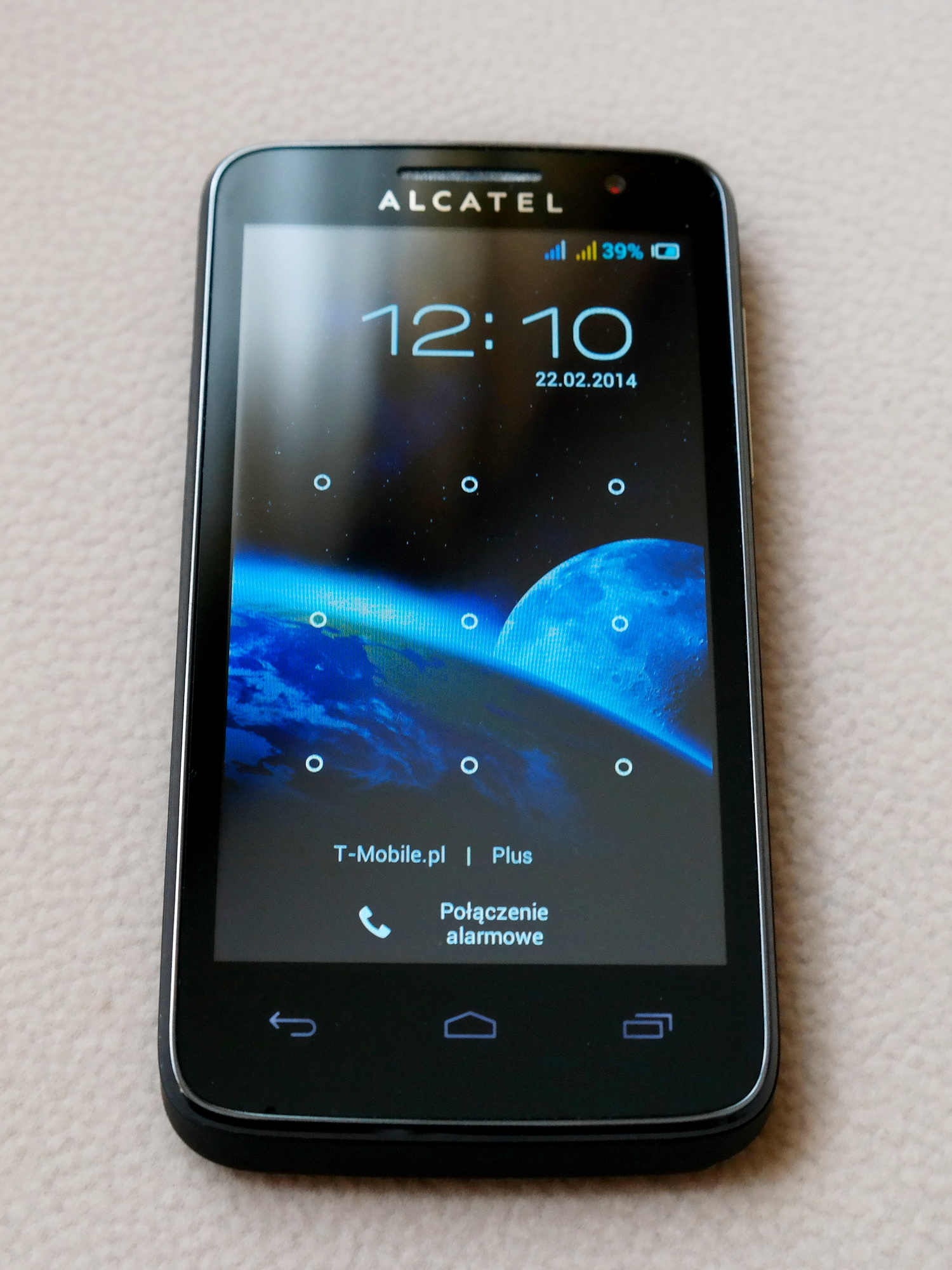
Alcatel One Touch M'Pop 5020D (Android)

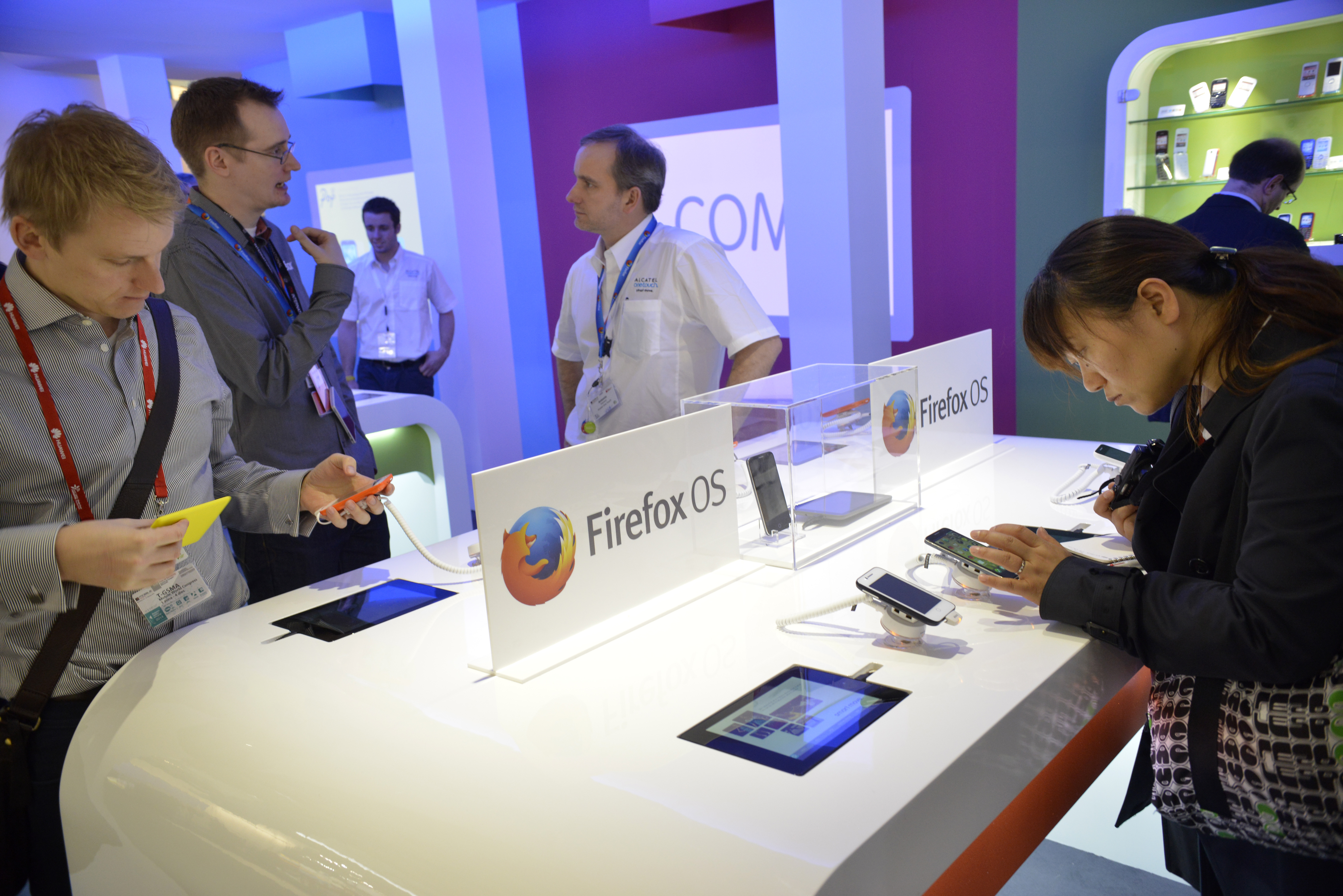
Das Alcatel One Touch Fire, erstes Mobiltelefon mit Firefox OS (auf dem GSMA Mobile World Congress 2014)

TCL Technology (chinesisch TCL科技, Pinyin TCL Kējì) ist ein Konzern in der Volksrepublik China, der Produkte der Unterhaltungs-, Haushalts- und Telekommunikationselektronik herstellt. Der Hauptsitz des international agierenden Unternehmens befindet sich in der Unterprovinzstadt und Sonderwirtschaftszone Shenzhen. Die Abkürzung stand ehemals für Today China Lion 今日中国雄狮, seit 2007 steht sie für The Creative Life 创意感动生活. Das Unternehmen ist am Shenzhen Stock Exchange (SZSE) börsennotiert.
Der Konzern hat verschiedene Sparten seiner Geschäftstätigkeit auf Tochtergesellschaften verteilt, darunter vor allem TCL Electronics, TCL Communication, China Star Optoelectronics Technology (CSOT), TCL Houshold Appliances und Tonly Electronics, die teilweise ebenfalls börsennotiert sind.

## Geschichte
Gegründet im Jahr 1981 als TTK Home Appliances Co., Ltd. in Huizhou, begann das Unternehmen als eines von insgesamt dreizehn Joint-Ventures zur Herstellung von Audio- und Videokassetten. Der vormals staatseigene Konzern entwickelte sich in den 1990er Jahren – nach vollständiger Privatisierung durch ausländische Investoren – rasant zu einem der am schnellsten wachsenden Unternehmen der Welt. Seine durchschnittliche Wachstumsrate betrug in den letzten zwölf Jahren 42,56 %. Infolge der Asienkrise ab 1997 erlitt das Unternehmen große Umsatzverluste. Li Dongsheng, seit 1996 Vorstandsvorsitzender, entschied, den Konzern künftig auf dem internationalen Markt konkurrenzfähig zu machen. Noch vor der Jahrhundertwende konnte sich TCL mit Avantgarde- und technologisch fortschrittlichen Produkten erfolgreich auf dem Weltmarkt für Elektrotechnik platzieren. Heute ist der Markenname TCL 3,5 Milliarden US-Dollar wert.
Inzwischen beschäftigt TCL mehr als 50.000 Mitarbeiter in mehr als 80 globalen Niederlassungen und Betrieben, darunter 18 Forschungs- und Entwicklungszentren, 20 Herstellungseinrichtungen und mehr als 40 Vertriebsbüros. Ferner betreibt TCL mehr als 40.000 Verkaufsstellen weltweit. Li Dongsheng versuchte sich ab 2000 nach und nach durch Übernahmen ausländischer Unternehmen als Betreiber eines Weltkonzerns zu etablieren. So übernahm TCL 2002 die insolventen Schneiderwerke aus Deutschland und 2004 die Fernseherherstellungssparte der Thomson aus Frankreich, mit der TCL dann als weltweit größter Hersteller von Röhrenfernsehern galt.
Im August 2004 vereinbarte TCL ein Joint-Venture mit dem französischen Telekommunikationsunternehmen Alcatel, die TCL & Alcatel Mobile Phones Ltd. (kurz: TAMP). Die Gemeinschaft gehörte zu 55 Prozent der TCL. Im Mai 2005 folgte eine Zehn-Jahres-Lizenz-Vereinbarung, sodass TAMP eine hundertprozentige Tochter der TCL wurde. TAMP wurde in TCT Mobile Limited umbenannt und heißt heute TCL Communications. Das Unternehmen vertreibt weltweit über Tochtergesellschaften Mobiltelefone und Tablet PCs unter dem Namen Alcatel One Touch, darunter als einer von wenigen Anbietern auch Geräte mit dem alternativen Betriebssystem Firefox OS. Für den Mobilfunkanbieter Vodafone fertigt die TCL Communication Ltd. Android-Vertragsgeräte. 2016 erwarb TCL die Rechte, um Blackberry-Handys zu bauen. Anfang 2020 kündigte TCL an, die entsprechende Lizenz auslaufen zu lassen.  
Nach eigenen Angaben hält Li Dongsheng an einer Strategie fest, durch die er TCL zu einem „chinesischen Sony oder Samsung“ machen will. Im Bereich der Flachbildschirme ist ein Aufrücken in diese Spitzengruppe bereits gelungen (Stand 2014).

## Konzernstruktur
Mitglieder der TCL-Gruppe
- Multimedia Electronics SBU
  - Household Appliance Marketing Co., Ltd.
  - AV Business Department
  - Monitors Business Department
  - Muti-brands Sales Business Department
  - Rowa TV Business Department

- TCT
  - TCL Mobile Communication Co., Ltd.
  - TCL & Alcatel Mobile Phones Limited

- Digital Electronics SBU
  - TCL Computer Technology (Shenzhen) Co., Ltd.
  - Hanlinhui Software Industry Co., Ltd.
  - Electronic University Online Distant Education Technology Co., Ltd.

- Home Electrical Appliances SBU
  - Air-conditioner Business Department
  - White Home Electrical Appliances Department
  - TCL Small Home Appliances Division
  - TCL Ruichi (Huizhou) Refrigeration Equipment Co., Ltd.

- Electrical SBU
  - TCL INT'L Electrical OBU
  - TCL Lighting Electrical OBU
  - TCL Industrial Electrical OBU
  - TCL Building Technologies OBU

- Overseas SBU
  - TCL Vietnam
  - TCL Indonesia
  - TCL Russia
  - TCL Philippines
  - TCL Indian

- Electronics & Components SBU
  - Huizhou Shenghua Industrial Co., Ltd.
  - TCL Hyperpower Batteries Co., Ltd.
  - ShenZhen ASIC Micro-Electronics Ltd.

- Strategic OEM SBU
  - TV Business PC
  - AV Business PC

- Andere Unternehmen
  - TCL Cultural Development Co., Ltd.
  - TCL Communication Equipment (Huizhou) Co., Ltd
  - Go.Video
  - TCL Multimedia Technology Holdings Limited --> TCL Multimedia Technology Holdings Limited änderte offiziell seinen Firmennamen in TCL Electronic Holding Limited.

## Auszeichnungen

### International
- 2007
  - Red Dot Design Award 2007 in der Kategorie Produktdesign für den LCD-Fernseher E72
  - TCL erhält als erstes chinesisches Unternehmen den Emmy Award für ihre Fernsehgerätetechnologie